# Tibru
Tibru – wieś w Rumunii, w okręgu Alba, w gminie Cricău. W 2011 roku liczyła 382 mieszkańców.